# Being There (album)
Being There je drugi studijski album američkog alt-rock sastava Wilco. Iako je objavljen kao dvostruki album, Being There je prodavan po cijeni jednoga zbog dogovora između glavnog pjevača Jeffa Tweedyja i Reprise Recordsa. Objavljen 29. listopada 1996., album je označio napredak za sastav i po pitanju prodaje i na kritičkom planu u odnosu na debitantsko izdanje A.M.
Preuzevši naziv od filma Being There iz 1979., samostalno producirano izdanje bilo je obilježeno nadrealnijim i introspektivnijim stihovima u usporedbi s njihovim prethodnim albumom. Razlog tomu bile su promjene u Tweedyjevu životu, ukljućujući rođenje njegova prvog djeteta. Glazbeno, album je psihodeličnim, nadrealnim pjesmama zamijenio alt-country zvuk Uncle Tupela. Bio je to prvi album Wilca sa steel gitaristom Bobom Eganom i posljednji s multiinstrumentalistom Maxom Johnstonom.

## Kontekst
Jeff Tweedy osnovao je Wilco 1994. nakon što su kreativne razlike između njega i Jaya Farrara izazvale raspad Uncle Tupela. Sastav je gotovo odmah nakon toga ušao u studio te snimio i 1995. objavio A.M., koji je razočarao prodajom. Novi sastav Jaya Farrara Son Volt objavio je krajem 1995. Trace, koji je naišao na dobar kritički i komercijalni prijem. Album je polučio college rock hit-pjesmu "Drown", koja je ušla među deset najslušanijih na Billboardovoj listi Mainstream Rock Tracks, što je dodatno pojačalo rivalstvo između dva sastava.
Tweedy je zbog odlaska Briana Hennemana nakon snimanja A.M. smatrao da je Wilco nekompletan bez drugog gitarista. Menadžer Wilca Bob Andrews pomogao je Tweedyju da kontaktira Jaya Bennetta, multiinstrumentalista koji je tražio novi sastav nakon što je njegovu power pop sastavu Titanic Love Affair otkazala izdavačka kuća. Bennett se pridružio Wilcu nakon što mu je Tweedy poslao nekoliko pjesama Uncle Tupela i primjerak A.M. Tweedy je bio zaintrigiran činjenicom da je Bennett znao svirati klavijature, instrument koji nijedan drugi član Wilca nije znao svirati.

## Produkcija
Prve koncepcije materijala za album nastale su tijekom posebno stresnog razdoblja u Tweedyjevu životu. Tweedy je netom prestao pušiti marihuanu, posjeti koncerata sastava su opali, a Tweedy se pokušavao nositi s bračnim životom, hipotekom i rođenjem prvog djeteta. Izjavio je:
"Kasno sam sazrio. Tek sam u tridesetima shvatio da kao glazbenik zarađujem za život. Dugo sam vremena bio u punk sastavu i mislio da mi je to život. Bio sam basist u sastavu zarađujući pedeset dolara po nastupu, plaćajući osamdeset dolara mjesečno za stanarinu, snimajući indie ploče za koje mi nije plaćeno, a k tome sam naivno mislio da mi ide dobro te da ću uvijek to raditi i neću imati veće odgovornosti. U takvim sam okolnostima postao otac i izvođač velike izdavačke kuće koji je bio pod pritiskom uzdržavanja obitelji i stvaranja nečega što mu je na umjetničkom planu stvaralo osjećaj zadovoljstva."
Tweedy je na Being There htio sastaviti svoja iskustva stvaranja i slušanja glazbe. Jedna od prvih pjesama koje je Tweedy skladao bila je "Misunderstood", pjesma o izmučenom glazbeniku iz perspektive obožavatelja. Pjesma sadrži nekoliko aluzija na raspad Uncle Tupela, uključujući dodatak uvreda koje je Farrar koristio protiv Tweedyja — primjerice "mama's boy" ("mamin sin"). Pjesma završava s glazbenikom koji viče na obožavatelja na satirički, samosažalijevajući način, odgovor na način na koji su obožavatelji u Uncle Tupelu vidjeli samo arhetip Grama Parsonsa inspiriranog country rockom. Kako bi stvorili osjećaj kaosa u pjesmi, članovi sastava su odsvirali instrumente koje prije nisu izvodili. Tema "izmučenog glazbenika" može se pronaći i u drugim pjesmama; na kraju "Sunken Treasure" Tweedy priziva svoju mladost kad je bio punker.
Dihotomija glazbenih izražaja došla je do izražaja na pjesmama s albuma. "Hotel Arizona", "Sunken Treasure" i "Misunderstood" imale su osobni jezik te su bile nadrealnije u odnosu na alt-country pjesme kao što su "The Lonely 1" i "Far, Far Away". Kako bi se naglasila takva dihotomija između jednostavnog i nadrealnog, svaka je pjesma bila vježbana, snimljena i miksan u jednom danu. Naziv albuma preuzet je iz komedije Being There iz 1979., jer su članovi sastava smatrali kako je lik Petera Sellersa, Chance, imao sličan mentalitet kao ugođaj albuma. Wilco je pokušavao inkorporirati utjecaje drugih sastava, ali ne i pretjerati u tome; međutim, to im nije uspjelo s pjesmama kao što je "Monday", pod utjecajem The Rolling Stonesa. Za razliku od za radio pogodnog A.M.-a, sastav nije inzistirao na tome da Being There poluči radijske hitove.
Kad je snimanje završeno, Wilco je snimio trideset pjesama, ali su ih uspjeli srezati na 19 u duljini od 77 minuta. Tweedy je odlučio objaviti sav materijal u obliku dvostrukog albuma, ali je nastala zabrinutost oko toga hoće li publika htjeti kupovati dvostruko izdanje. Prodajna cijena dvostrukog albuma bila je minimalno 30 dolara, dok je obični album stajao najviše 17,98. Tweedy je kontaktirao jednog od čelnih ljudi izdavačke kuće, Joea McEwena, koji je potpisao Uncle Tupelo za Warner Brothers, kako bi se dogovorili o prodaji Being There po cijeni običnog albuma. McEwen je isprva oklijevao, ali je uspio nagovoriti predsjednika Reprise Recordsa Howieja Kleina da odobri Tweedyjev zahtjev. Kako bi kompenzirao financijski gubitak izdavačke kuće, Tweedy je pristao smanjiti veći dio svojih tantijema za album. 2003. je procijenjeno kako gubitak iznosi oko 600.000 dolara, ali je Tweedy bio zadovoljan dogovorom.
Being There bio je album Wilca s Bobom Eganom iz Freakwatera. Egan je pozvan da dođe u studio nakon što je Freakwater u nekoliko navrata bio predgrupa Wilcu. Svirao je samo na dvije pjesme ("Far, Far Away" i "Dreamer in My Dreams"), ali je pratio sastav na turneji. Bio je to posljednji album multiinstrumentalista Maxa Johnstona, koji je otišao zbog bračnih problema te zato što je smatrao da Bennett preuzima njegovu poziciju u sastavu. Jeff Tweedy bio je prvi i drugi gitarist. Jay Bennett je bio solo gitarist, a svirao je i nekoliko drugih instrumenata. John Stirratt svirao je bas-gitaru, a Ken Coomer bubnjeve. Svi članovi sastava na "Misunderstood" su svirali različite instrumente.

## Prijem
Being There zaradio je pozitivan prijem od kritike. Urednik na Allmusicu Jason Ankeny ocijenio ga je s četiri i pol zvjezdice te nazvao "velikim korakom naprijed za sastav". Hvalio je sposobnost sastava da istakne psihodeliju i power pop s pjesmama koje "uopće ne bi zvučale čudno ni na Exile on Main Street". Greg Kot, pišući za Rolling Stone, ocijenio je album s četiri zvjezdice te napisao: "Being There je dobio ime po filmu iz 1979. s Peterom Sellersom, a kao i Sellersov nezaboravni lik, vrtlar Chance, Jeff Tweedy i Wilco uranjaju u tjeskobni svijet sigurni samo u jednu stvar. Za Chancea je to bio osjećaj sigurnosti u vrtu koji je napustio. Za Wilco je to utjeha koju pronalaze u rock & rollu." Robert Christgau bio je nešto skromniji, napisavši, "nema smisla poricati ostvarenje Jeffa Tweedyja sve dok prepoznajete njegovu ograničenost". Ryan Schreiber s Pitchfork Media nazvao je album "ogromnim napretkom i u smislu sastava i u smislu kantautorstva", ali je istaknuo kako se "dvostruki album čini kao nešto više od marketinškog trika". Pitchfork Media 2004. ga je uvrstila na 88. mjesto najboljih albuma devedesetih. Kritičari The Village Voicea proglasili su ga 14. najboljim albumom godine u izboru Pazz & Jop za 1996. Stylus Magazine ga je 2004. uvrstio na 178. poziciju u svojem popisu "Top 101-200 Favorite Albums of All-Time".
Na Billboardovim listama album je napravio napredak u odnosu na A.M. Popeo se na 73. poziciju Billboard 200, listu na koju se A.M. uopće nije probio. "Outtasite (Outta Mind)" objavljena je kao singl, a emitirana ponekad na radijskim college rock postajama. Album je do 2003. prodan u više od 300.000 primjeraka, a kako je bio dvostruki, zaradio je zlatnu certifikaciju.

## Popis pjesama
Tekstovi i glazba: Jeff Tweedy. 
| 1.  | »Misunderstood« (Stih 'Take the guitar player for a ride' napisao je Peter Laughner.) | 6:28 |
| 2.  | »Far, Far Away«                                                                       | 3:20 |
| 3.  | »Monday«                                                                              | 3:33 |
| 4.  | »Outtasite (Outta Mind)«                                                              | 2:34 |
| 5.  | »Forget the Flowers«                                                                  | 2:45 |
| 6.  | »Red-Eyed And Blue«                                                                   | 2:45 |
| 7.  | »I Got You (At The End Of The Century)«                                               | 3:24 |
| 8.  | »What's The World Got In Store«                                                       | 3:09 |
| 9.  | »Hotel Arizona«                                                                       | 3:37 |
| 10. | »Say You Miss Me«                                                                     | 4:08 |

Tekstovi i glazba: Jeff Tweedy. 
| 1. | »Sunken Treasure«          | 6:51 |
| 2. | »Someday Soon«             | 2:33 |
| 3. | »Outta Mind (Outta Sight)« | 3:20 |
| 4. | »Someone Else's Song«      | 3:21 |
| 5. | »Kingpin«                  | 5:17 |
| 6. | »(Was I) In Your Dreams«   | 3:30 |
| 7. | »Why Would You Wanna Live« | 4:16 |
| 8. | »The Lonely 1«             | 4:48 |
| 9. | »Dreamer In My Dreams«     | 6:43 |

## Zasluge
- Jeff Tweedy – vokali, gitara, bas-gitara
- John Stirratt – bas-gitara, klavir, violina, prateći vokali
- Jay Bennett – orgulje, gitara, usna harmonika, harmonika, bubnjevi, lap steel gitara, prateći vokali
- Ken Coomer – bubnjevi, gitara, udaraljke
- Max Johnston – bendžo, dobro, violina, mandolina, prateći vokali
- Bob Egan – pedal steel gitara, steel gitara
- Greg Leisz – gitara, pedal steel gitara
- Larry Williams – tenor saksofon
- Gary Grant, Jerry Hay – truba
- Jesse Green – violina
- Dan Higgins – bariton saksofon, tenor saksofon
- Jim Rondinelli, Chris Sheppard – tehničar zvuka, mastering
- Ron Lowe, Mike Scotella, Lou Whitney – tehničari zvuka
- Bob Ludwig, Skip Saylor, Jim Scott – mastering
- Dahn Davis – grafički dizajn
- Brad Miller – fotografija